# Albrecht Appelhans
Albrecht Appelhans (* 13. Dezember 1900 in Frankfurt am Main; † 4. August 1975 in Göppingen-Bartenbach) war ein deutscher Maler, Grafiker und Illustrator.
Von 1924 bis 1928 war er an der Stuttgarter Kunstgewerbeschule Schüler von Ernst Schneidler. Dann wirkte er in Berlin als Pressezeichner, freischaffender Grafiker und Maler. Mitte der 1930er Jahre nahm er in Stuttgart das Studium an der Akademie der bildenden Künste wieder auf und wurde Schüler des Schweizer Malers Heinrich Altherr. 1938 wurde er Assistent von Ernst Schneidler. Von 1939 bis 1940 leistete er Kriegsdienst, heiratete danach Else Bloch und wurde wieder Assistent Schneidlers. Von 1941 bis 1945 musste er erneut Kriegsdienst leisten. 
1943 bis 1949 war er als künstlerischer Lehrer an der Stuttgarter Akademie der bildenden Künste angestellt. Er wurde Mitglied des Verbandes bildender Künstler. Von 1949 bis 1961 lebt er als freischaffender Illustrator und Maler in Stuttgart. Die Malerei war für ihn »wie Musik«. 1961 heiratete er Katja-Erica Schultz aus Sankt Petersburg und wurde Assistent von Walter Brudi. 
In den Jahren von 1962  bis 1969 war er Professor an der Stuttgarter Kunstakademie und leitete in der Nachfolge von Hermann Sohn eine Klasse für Malerei. Danach wurde ihm das Bundesverdienstkreuz 1. Klasse verliehen. 1971 zog er von Stuttgart nach Esslingen um, wo er zwei Jahre später erkrankte. 
Die Hans-Thoma-Gesellschaft in Reutlingen zeigte 1978 erstmals eine zusammenfassende Retrospektive zum Werk des Malers und Zeichners, in der insbesondere das bisher fast unbekannt gebliebene malerische Werk des Künstlers erfasst wurde.

## Werke
- 1949: Illustrationen für Bernhard Grzimek: „Das Tierhäuschen in den Bergen“